# Kedumim
Kedumim  (hebreo:  קְדוּמִים ) es un asentamiento israelí localizado en Cisjordania, a unos 20 km al este de la Línea Verde y a pocos kilómetros de la ciudad palestina de Nablus. Según el sistema administrativo palestino, se encuentra en la gobernación de Kalkilia, mientras que según el israelí, depende del Área de Judea y Samaria. Fundado en el año 1975, fue declarado Concejo local en 1991. Según la Oficina Central de Estadísticas de Israel, en diciembre de 2010 contaba con una población total de 3800 habitantes.
La comunidad internacional considera que los asentamientos israelíes en la Cisjordania ocupada son ilegales según el derecho internacional, en tanto que suponen una violación de la Cuarta Convención de Ginebra, pero el gobierno israelí no está de acuerdo con esta afirmación.
Su alcaldesa hasta 2007 fue la activista Daniella Weiss, fundadora del movimiento Juventud de las Colinas que se dedica a crear puestos de avanzada ilegales en las tierras palestinas del entorno. En Kedumim reside el ministro israelí de Finanzas Bezalel Smotrich.

## Historia

### Fundación
A finales de 1974, un grupo afiliado a Gush Emunim llamado Garin Elon Moreh, dirigido por el rabino Menachem Felix y Benny Katzover, intentó establecer un asentamiento en las ruinas de la estación de tren de Sebastia, de la época otomana. En 1975, una resolución del gabinete israelí, aprobada por 17 votos a favor, 2 en contra y 3 abstenciones, declaró ilegal el asentamiento. Tras varios intentos de expulsar a los residentes de la zona por parte de las Fuerzas de Defensa de Israel, se llegó a un acuerdo por el que se permitió a 25 familias trasladarse a Kadum, un campo del ejército situado al suroeste de Nablus. El pequeño emplazamiento de caravanas se convirtió en la ciudad de Kedumim. El llamado acuerdo de Sebastia fue un punto de inflexión que abrió el norte de Cisjordania a los asentamientos israelíes.

### Establecimiento
Según datos proporcionados por la ONG palestina Applied Research Institute - Jerusalén (ARIJ), el asentamiento de Kedumim se fue construyendo sobre tierras confiscadas a los pueblos palestinos limítrofes: 203 ha de Kafr Kaddum, 1,3  ha de Jit y 16,3 ha de Immatin, a lo que hay añadir las tierras confiscadas más adelante para construir la barrera israelí de Cisjordania y las carreteras de circunvalación reservadas a los israelíes.